# Luchtpomp (sterrenbeeld)

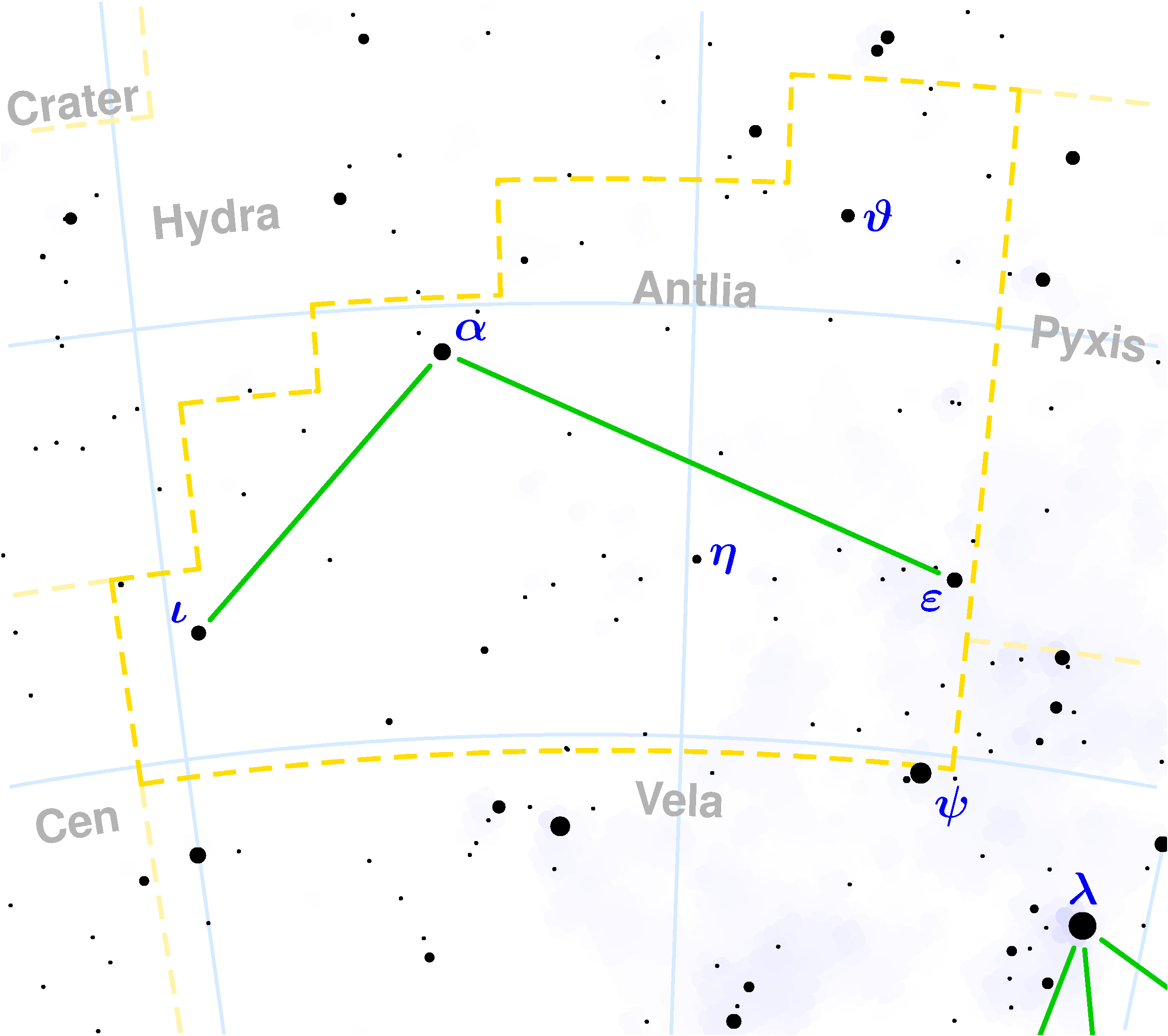
Kaart van het sterrenbeeld Luchtpomp.

Luchtpomp (Antlia, afkorting Ant) is een onopvallend sterrenbeeld aan de zuidelijke hemelkoepel tussen rechte klimming 9u25m en 11u03m en declinatie −24° en −40°. Op de breedte van de Benelux klimt de noordelijkste rand van de IAU begrenzing van dit sterrenbeeld (de noordwestelijke hoek van de Luchtpomp) tot 14°30' boven de zuidelijke horizon.
Het sterrenbeeld werd in 1752 ingevoerd door Lacaille. De oorspronkelijke benaming was Antlia pneumatica. 

## Sterren
Het sterrenbeeld bevat geen heldere sterren, de helderste, alpha Antliae, heeft magnitude 4,25.

## Telescopisch waarneembare objecten

### New General Catalogue
NGC 2904, NGC 2973, NGC 2997, NGC 3001, NGC 3038, NGC 3046, NGC 3051, NGC 3056, NGC 3082, NGC 3084, NGC 3087, NGC 3089, NGC 3095, NGC 3100, NGC 3103 (= NGC 3100), NGC 3108, NGC 3113, NGC 3120, NGC 3125, NGC 3137, NGC 3157, NGC 3173, NGC 3175, NGC 3223, NGC 3224, NGC 3241, NGC 3244, NGC 3249, NGC 3250, NGC 3250A, NGC 3250C, NGC 3250D, NGC 3250E, NGC 3257, NGC 3258, NGC 3258A, NGC 3258B, NGC 3258C, NGC 3258D, NGC 3258E, NGC 3260, NGC 3267, NGC 3268, NGC 3269, NGC 3271, NGC 3273, NGC 3275, NGC 3275A, NGC 3276, NGC 3278, NGC 3281,  NGC 3281A, NGC 3281B, NGC 3281C, NGC 3281D, NGC 3289, NGC 3302, NGC 3333, NGC 3347, NGC 3347A, NGC 3347B, NGC 3347C, NGC 3354, NGC 3358, NGC 3378, NGC 3449.

### Index Catalogue
IC 2485, IC 2492, IC 2507, IC 2510, IC 2511, IC 2512, IC 2513, IC 2514, IC 2517, IC 2522, IC 2523, IC 2526, IC 2528, IC 2531, IC 2532, IC 2533, IC 2534, IC 2536, IC 2537, IC 2538, IC 2539, IC 2545, IC 2546, IC 2548, IC 2552, IC 2555, IC 2556, IC 2558, IC 2559, IC 2560, IC 2563, IC 2570, IC 2571, IC 2573, IC 2575, IC 2576, IC 2578, IC 2580, IC 2582, IC 2584, IC 2585, IC 2587, IC 2588.

## Aangrenzende sterrenbeelden
(met de wijzers van de klok mee)
- Waterslang (Hydra)
- Kompas (Pyxis)
- Zeilen (Vela)
- Centaur (Centaurus)